# Semnosoma lacustris
Semnosoma lacustris är en mångfotingart som först beskrevs av Christoph D. Schubart 1954.  Semnosoma lacustris ingår i släktet Semnosoma och familjen Dalodesmidae. Inga underarter finns listade i Catalogue of Life.